# Piedras (pel·lícula)
Piedras és una pel·lícula espanyola escrita i dirigida per Ramón Salazar, protagonitzada per Antonia San Juan, Najwa Nimri, Vicky Peña, Mónica Cervera i Ángela Molina. Es va estrenar a Espanya el 8 de febrer de 2002. És l'opera prima del seu director.

## Argument
Cinc dones totalment diferents recorren Madrid i a través de les seves sabates enllacen, sense saber-ho, cadascuna de les seves vides. Són Isabel, la presentadora de televisió Martina, la venedora de sabates Leire, Adela i Mari Carmen.

## Repartiment
- Antonia San Juan - Adela
- Lola Dueñas - Daniela
- Najwa Nimri - Leire
- Vicky Peña - Mari Carmen
- Ángela Molina - Isabel
- Mónica Cervera - Anita
- Enrique Alcides - Joaquín
- Daniele Liotti - Kun

## Premis i festivals
En 2002, la pel·lícula va concórrer en la secció oficial dels festivals de Berlín i Bogotà, sense aconseguir el palmarès en cap dels dos esdeveniments.
Sí que va rebre el premi del públic al Galway Film Fleadh (Irlanda) i al Ghent International Film Festival.
Vicky Peña, per part seva, va obtenir un reconeixement pel seu paper de Mari Carmen als Premis Butaca i al Festival de Cinema d'Estocolmo. En aquest últim festival també va ser premiat Ramón Salazar com a millor director novell. En aquesta mateixa categoria va ser nominat als XVII Premis Goya encara que en aquest cas no va resultar guanyador.